# Tenembak Lang Lang
Tenembak Lang Lang is een bestuurslaag in het regentschap Aceh Tenggara van de provincie Atjeh, Indonesië. Tenembak Lang Lang telt 562 inwoners (volkstelling 2010).